# Alexander Abramowitsch Drus

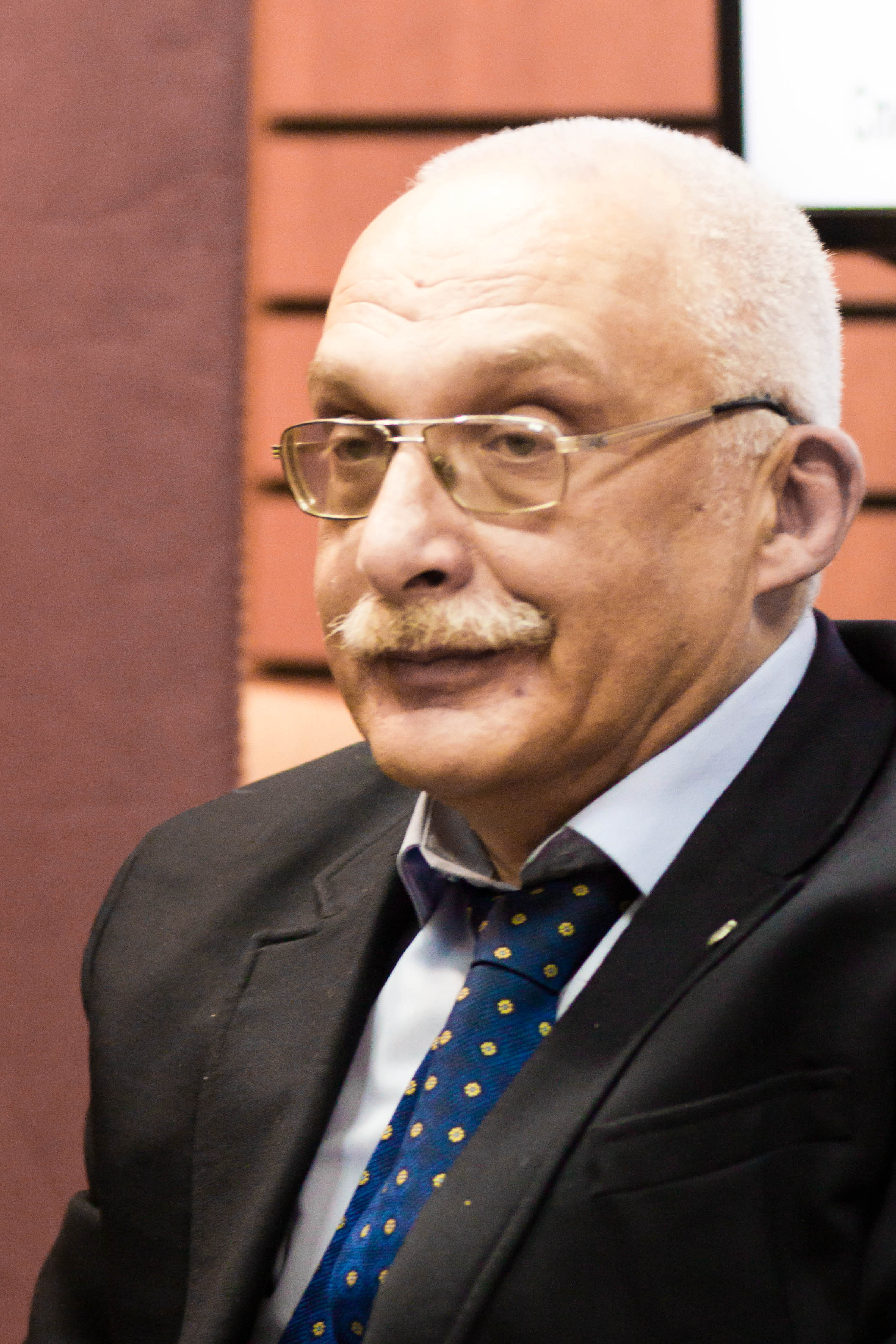
Alexander Drus

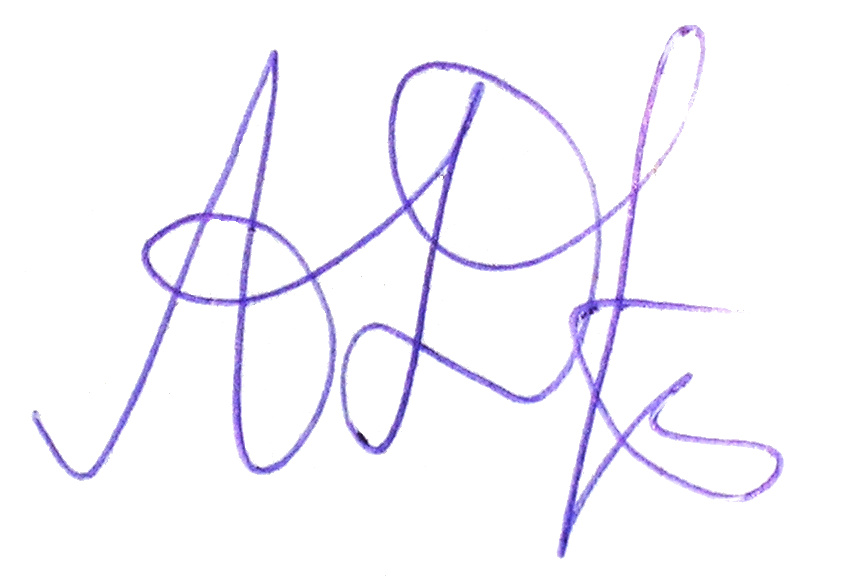
Alexander Drus' Unterschrift

Alexander Abramowitsch Drus (russisch Александр Абрамович Друзь, * 10. Mai 1955 in Leningrad) ist eine russische TV-Persönlichkeit, der erste Magister der russischen Fernsehshow Was? Wo? Wann? und Großmeister von Sein Spiel.

## Leben
In seiner Kindheit hatte Drus viel Zeit mit Lesen verbracht. 1972 beendete er die 47. Leningrader Oberschule. Im Jahr 1975 beendete er die industriell-pädagogische Hochschule mit einem Abschluss in Elektronik. 1980 absolvierte er das Leningrader Institut für Ingenieure im Eisenbahntransport mit der Spezialisierung Systemingenieur.
In den 1990ern arbeitete er als Programmierer. Ab 1991 arbeitete Drus an zahlreichen Schulen als Lehrer und wurde für seinen Verdienst im Bereich der Bildung mit der Medaille „In Erinnerung des 300. Jahrestages von Sankt Petersburg“ ausgezeichnet. In den 2000ern arbeitete er für den russischen Fernsehsender 100TV.
2018 bestand er den Единый государственный экзамен, die Geeinte Staatliche Prüfung, mit der maximalen Punktzahl 100.

### Was? Wo? Wann?
1981 trat er das erste Mal in der Fernsehshow Was? Wo? Wann? auf und spielte in ihr seitdem bis zu seinem Ausschluss aus der Sendung fast ohne Unterbrechungen.
Drus gewann sechsmal den Preis der Kristalleule in den Jahren 1990, 1992, 1995, 2000, 2006 und 2012. Und gewann 2011 die Diamanteneule als bester Spieler des Jahres. 1993 gewann er als erster die Super-Blitz-Runde. Im Jahr 1995 wurde Drus zum ersten Magister des Fernsehspiels Was? Wo? Wann? ernannt und erhielt die große Kristalleule sowie den Diamantenstern, als bester Spieler der letzten 20 Jahre. Mit 105 Spielen (von denen er 62 gewann) hält er den Rekord der meisten Teilnahmen. Alexander Drus gewann dreimal die WWW-Weltmeisterschaften.
2019 wurde Drus von der Sendung ausgeschlossen, nachdem sich herausstellte, dass er bei Kto hotschet stat milionerom? (russische Ausgabe von Who Wants to Be a Millionaire?) betrogen hatte.

### Sein Spiel
In der russischen Fernsehshow Sein Spiel gewann er den Automobilpokal (1995), den Superpokal (2003) und war der Kapitän des Teams, das den dritten Pokal des Ausrufs gewann (2002). Im Zeitraum von 1995 bis 2003 erzielte er 22 Siege in Folge. Mit 120.001 Punkten hält er den Rekord der meisten gesammelten Punkte. Drus gewann den höchsten Einsatz (38.500 Rubel) und das größte Va banque (30.600 Rubel).

## Fernsehen
Drus war Erfinder und Moderator von Denksportspielen und Bildungsprogrammen bei verschiedenen Fernsehkanälen.

### Moderator in Fernsehshows
- 2000er — Кулинарная прогулка (deutsch ‚Kulinarischer Spaziergang‘; Sender 100TV)
- 2011–2015 — Час истины (deutsch ‚Stunde der Wahrheit‘; Sender 365 Days TV)[20]
- 2018 — Nontrivial club[21]

### Teilnehmer und Gast in Fernsehshows
- seit 1981 — Was? Wo? Wann? (Sender Perwy kanal)
- seit 1990 — Brain Ring (Sender NTW)
- 1994, 1998, 2006 — Bluff-Club (Sender Kanal 5 und Rossija K)[22][23][24]
- seit 1995 — Sein Spiel (Sender NTW)
- 2009 — Личные вещи (deutsch ‚Persönliche Sachen‘; Sender Perwy kanal)
- 2009 — Ночь. Интеллект. Черниговская (deutsch ‚Nacht, Intelligenz, Tschernigowskaja‘; Kanal 5)[25]
- 2009, 2015, 2018 — Kto hotschet stat milionerom? (russische Ausgabe von Who Wants to Be a Millionaire?) (alleine[26], im Team mit Alexander Jakowlewitsch Rosenbaum[27] und im Team mit Wiktor Wladimirowitsch Sidnjew[28]) (Sender Perwy kanal)
- 2010 — Большие гонки (deutsch ‚Große Rennen‘; Sender Perwy kanal)[29]
- 2010 — Закрытый показ (deutsch ‚Privatshow‘; Sender Perwy kanal)[30]
- 2010 — Клуб знаменитых хулиганов (deutsch ‚Klub der berühmten Künstler‘)[31]
- 2011 — Особый взгляд (deutsch ‚Besonderer Blickwinkel‘) mit Alexei Germanowitsch Luschnikow[32]
- 2012 — Poka Vse Doma (deutsch ‚Solange alle zuhause sind‘; Sender Perwy kanal)[33]
- 2013 — Временно доступен (deutsch ‚Vorübergeherd erhältlich‘; Sender TWZ)[34]
- 2013 — Сегодня вечером (deutsch ‚Heute Abend‘) mit Andrei Nikolajewitsch Malachow (Sender Perwy kanal)[35]
- 2013, 2015 — Wetschernij Urgant (Sender Perwy kanal)[36][37]
- 2014 — Израиль за неделю (deutsch ‚Israel über die Woche‘; Sender RTVi)[38]
- 2014 — Угадай мелодию (deutsch ‚Errate die Melodie‘) im Team mit Alexander Juljewitsch Iwanow und Igor Jurjewitsch Nikolajew[39] (Sender Perwy kanal)
- 2015 — Krieg und Frieden[40]
- 2015 — Наедине со всеми (deutsch ‚Allein mit allen‘; Sender Perwy kanal)[41]
- 2015 — Здоровье (deutsch ‚Gesundheit‘) mit der Ärztin Jelena Wassiljewna Malyschewa (Sender Perwy kanal)[42]
- 2015 — Новогодняя ночь на Первом (russische Weihnachtsabend-Show; Sender Perwy kanal)[43]
- 2016 — Утро на 5 (russische Morgensendung; Sender Kanal 5)[44]
- 2016 — MaximMaxim (Sender Perwy kanal)[45]
- 2017 — Главный котик страны (deutsch ‚Hauptkätzchen des Landes‘; Sender Perwy kanal)[46]
- 2019 — SOK News[47]

### Teilnehmer in Dokumentarfilmen
- 2002 — Wladimir Jakowlewitsch Woroschilow: игра — это репетиция жизни (deutsch ‚Das Spiel - die Probe des Lebens‘)[48]
- 2006 — Как уходили кумиры (deutsch ‚Wie Idole gingen‘), Folge über Wladimir Jakowlewitsch Woroschilow[49]
- 2010 — Вся жизнь — игра (deutsch ‚Das ganze Leben - ein Spiel‘; Sender Perwy kanal)[50]
- 2015 — До первого крика совы (deutsch ‚Vor dem ersten Ruf der Eule‘) Dokumentation zum Jubiläum von Was? Wo? Wann? (Sender Perwy kanal)[51]

### Erscheinen in Werbungen
- 2023 - Burger King[52]

## Weitere Projekte
Alexander Drus nahm, neben Mitgliedern der russischen Regierung und berühmten Athleten, beim olympischen Fackellauf der Sommerspiele 2008 teil.

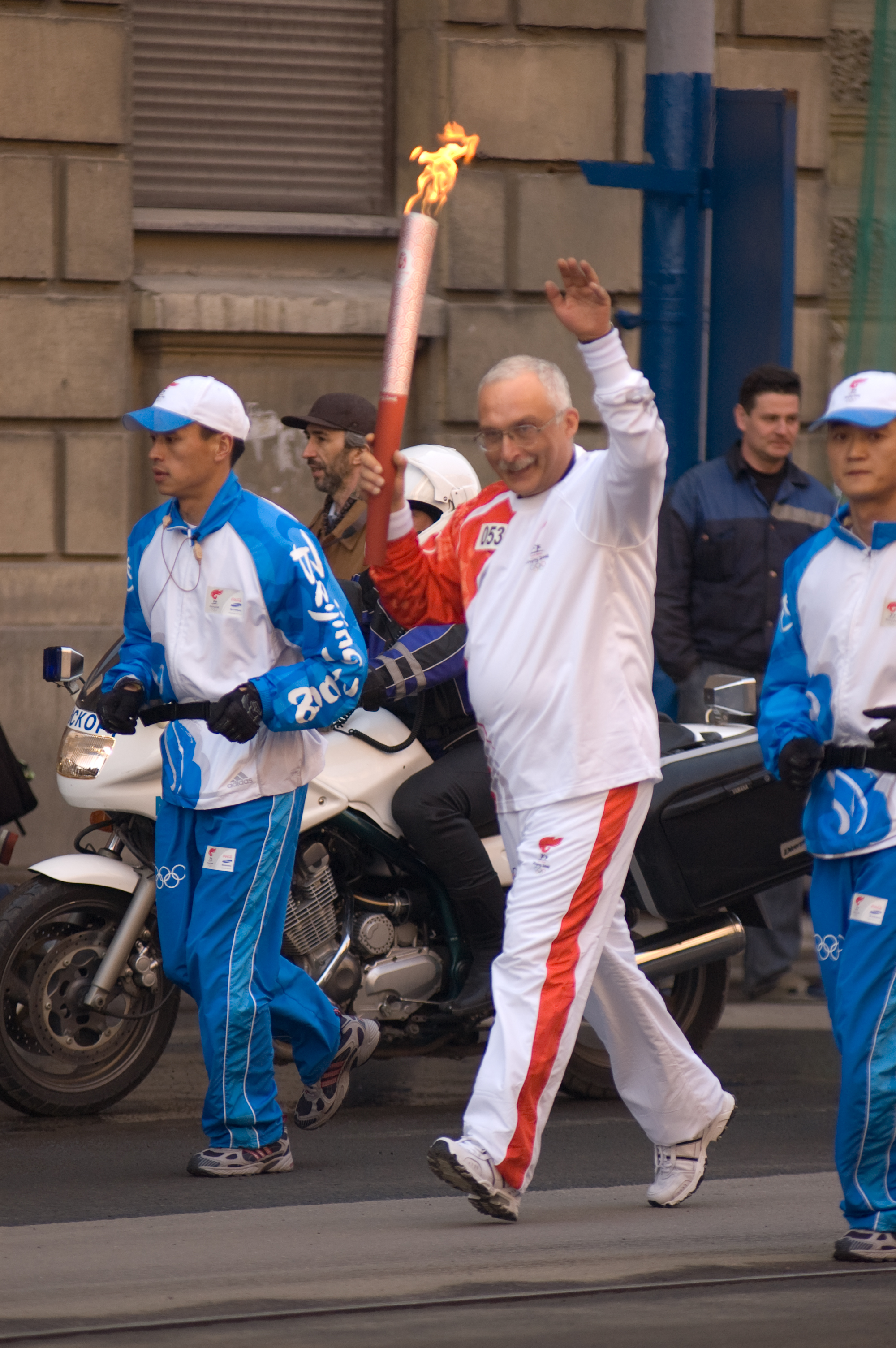
Alexander Drus trägt die olympische Fackel

2015 nahm er an der Wohltätigkeitsveranstaltung McHappy Day teil, die Geld für die Behandlung kranker Kinder sammelte.
Er arbeitete 2016 als Taxifahrer der Petersburger Organisation Taxowitschkof in Ramen einer Wohltätigkeitsveranstaltung, deren Erträge an den Wohltätigkeitsfonds AdVita überwiesen wurden, der Krebskranken hilft.
2017 war Drus in einem Werbespot zur Unterstützung eines nüchternen Lebensstils zu sehen.
2018 nahm er an einem Projekt des Hilfswerks Тёплый дом (deutsch ‚Wahrmes Haus‘) und als Redner im Forum Активное долголетие Москвы (deutsch ‚Aktive Langlebigkeit Moskaus) teil.
2019 kam er mit Michail Bojarski und Tatjana Bulanowa in einem Musikvideo der Rap-Rock-Gruppe Kirpitschi vor. Mit Alla Gerber, Ilja Altman, Maxim Wladlenowitsch Kriwoschejew, Jewgeni Lwowitsch Woiskunski und russischen Veteranen des Zweiten Weltkriegs beteiligte er sich an der Präsentation des 5. Sammelbands Сохрани мои письма (deutsch ‚Bewahre meine Briefe‘) des russischen Forschungs- und Bildungszentrum „Holocaust“, das Briefe von Juden an der Front im Zweiten Weltkrieg sammelt.
Er führt selbst erstellte von Denksportspielen inspirierte Intelligenztrainings durch sowie Vorträge und Beratungen.
Er war Teil der Jury der Fernsehshow Клуб весёлых и находчивых (deutsch ‚Klub der Frohen und Einfalsreichen‘).

## Familie
Mit seiner Frau, der Ärztin Elena Drus, hat er zwei Töchter, Inna Drus und Marisa Drus, die beide bei der Fernsehshow Was? Wo? Wann? teilnehmen. Er hat vier Enkel.